# Simone Resta
Simone Resta, född 14 september 1970, är en italiensk ingenjör som var senast teknisk direktör för det amerikanska Formel 1-stallet Haas F1 Team.
Han avlade en kandidatexamen i maskinteknik vid Università di Bologna. Efter studierna började han 1998 arbeta för Minardi i deras avdelning för forskning och utveckling av F1-bilar. Tre år senare fick han en anställning hos Scuderia Ferrari som designingenjör. 2006 blev Resta chef för deras forsknings- och utvecklingsavdelning. 2012 blev han befordrad till vice chefsdesigner, två år senare fick Resta ta över chefsdesignsrollen efter att Nicholas Tombazis fick gå i en större omstrukturering inom Ferrari. 2018 lämnade han Ferrari för att vara teknisk direktör åt Sauber (tävlar sedan 2019 som Alfa Romeo Racing). Sedan 1 augusti 2019 är han åter hos Scuderia Ferrari i ledning för Chassis Engineering department.